# Diptychis meraca
Diptychis meraca là một loài bướm đêm trong họ Geometridae.